# Híria de Calàbria
Híria de Calàbria (llatí: Hyria grec antic: Ὑρία o Ὑρίη)va ser una antiga ciutat de Calàbria (avui Pulla) a l'interior del país, a la via Àpia, a mig camí entre Brundusium i Tarentum, segons la Taula de Peutinger. Estrabó la situa just al centre de la península i diu que va ser la residència d'antics reis locals dels messapis i descriu un palau. Heròdot diu que era la més antiga de les ciutats dels messapis i capital d'aquest poble però hi barreja el mite de l'origen cretenc dels messapis.
Era certament una ciutat antiga però no apareix a la història fins a la construcció de la via Àpia. Titus Livi esmenta als urites, aliats romans que van proveir de naus al pretor Gai Lucreci Gal l'any 171 aC, però probablement es refereix als habitants d'Híria de la Pulla, perquè no s'entén com podien fornir vaixells si eren una ciutat d'interior. Durant la guerra civil entre Octavi August i Marc Antoni, apareix quan Marc Antoni estava assetjant Brundusium. L'Uritanus ager és esmentat al Liber Coloniarum entre les Civitates Provinciae Calabriae, i sembla que després va ser una ciutat municipal ordinària sota l'Imperi.
Correspon a la moderna Oria. Només s'han trobat algunes inscripcions en messapi i monedes amb el nom Orra, probablement el nom nadiu de la ciutat abans del seu nom romà.